# Élections législatives de 2022 à Paris
Les élections législatives françaises de 2022 se déroulent les 12 et 19 juin 2022. À Paris, dix-huit députés sont à élire dans le cadre de dix-huit circonscriptions.
Pour la première fois depuis la création des deux formations, le Parti socialiste et Les Républicains sont éliminés de la capitale. La France insoumise et Europe Écologie Les Verts réalisent des percées historiques, tandis que La République en marche perd quatre sièges.

## Résultats de l'élection présidentielle de 2022 par circonscription
| Circonscription | 1er tour | 1er tour | 1er tour  |         | 2d tour | 2d tour |
| Circonscription | Macron   | Le Pen   | Mélenchon | Macron  | Le Pen  |         |
| --------------- | -------- | -------- | --------- | ------- | ------- | ------- |
| Circonscription |          |          |           |         |         |         |
| 1re             | 41,27 %  | 6,82 %   | 23,08 %   | 83,84 % | 16,16 % |         |
| 2e              | 43,41 %  | 4,66 %   | 19,13 %   | 85,40 % | 14,60 % |         |
| 3e              | 37,00 %  | 5,37 %   | 30,16 %   | 86,14 % | 13,86 % |         |
| 4e              | 45,91 %  | 5,49 %   | 11,75 %   | 83,32 % | 16,68 % |         |
| 5e              | 34,81 %  | 4,11 %   | 34,89 %   | 89,50 % | 10,50 % |         |
| 6e              | 27,32 %  | 4,53 %   | 43,42 %   | 88,64 % | 11,36 % |         |
| 7e              | 36,43 %  | 4,36 %   | 31,29 %   | 88,76 % | 11,24 % |         |
| 8e              | 31,83 %  | 6,42 %   | 32,62 %   | 83,94 % | 16,06 % |         |
| 9e              | 29,84 %  | 6,86 %   | 36,35 %   | 82,23 % | 17,77 % |         |
| 10e             | 30,69 %  | 6,76 %   | 34,93 %   | 82,45 % | 17,55 % |         |
| 11e             | 39,14 %  | 4,71 %   | 25,42 %   | 86,43 % | 13,57 % |         |
| 12e             | 42,70 %  | 5,64 %   | 17,34 %   | 82,61 % | 17,39 % |         |
| 13e             | 38,61 %  | 6,87 %   | 22,59 %   | 81,84 % | 18,16 % |         |
| 14e             | 46,66 %  | 5,87 %   | 9,49 %    | 81,74 % | 18,26 % |         |
| 15e             | 24,39 %  | 5,79 %   | 45,73 %   | 85,31 % | 14,69 % |         |
| 16e             | 24,15 %  | 5,27 %   | 46,18 %   | 86,04 % | 13,96 % |         |
| 17e             | 21,37 %  | 5,41 %   | 51,11 %   | 85,42 % | 14,58 % |         |
| 18e             | 33,41 %  | 4,50 %   | 36,00 %   | 88,32 % | 11,68 % |         |

## Système électoral
Les élections législatives ont lieu au scrutin uninominal majoritaire à deux tours dans des circonscriptions uninominales.
Est élu au premier tour le candidat qui réunit la majorité absolue des suffrages exprimés et un nombre de voix au moins égal au quart (25 %) des électeurs inscrits dans la circonscription. Si aucun des candidats ne satisfait ces conditions, un second tour est organisé entre les candidats ayant réuni un nombre de voix au moins égal à un huitième des inscrits (12,5 %) ; les deux candidats arrivés en tête du premier tour se maintiennent néanmoins par défaut si un seul ou aucun d'entre eux n'a atteint ce seuil. Au second tour, le candidat arrivé en tête est déclaré élu.
Le seuil de qualification basé sur un pourcentage du total des inscrits et non des suffrages exprimés rend plus difficile l'accès au second tour lorsque l'abstention est élevée. Le système permet en revanche l'accès au second tour de plus de deux candidats si plusieurs d'entre eux franchissent le seuil de 12,5 % des inscrits. Les candidats en lice au second tour peuvent ainsi être trois, un cas de figure appelé « triangulaire ». Les second tours où s'affrontent quatre candidats, appelés « quadrangulaire » sont également possibles, mais beaucoup plus rares.

### Partis et nuances
Les résultats des élections sont publiées en France par le ministère de l'Intérieur, qui classe les partis en leur attribuant des nuances politiques. Ces dernières sont décidées par les préfets, qui les attribuent indifféremment de l'étiquette politique déclarée par les candidats, qui peut être celle d'un parti ou une candidature sans étiquette.
En 2022, seuls les coalitions Ensemble (ENS) et Nouvelle Union populaire écologique et sociale (NUP), ainsi que le Parti radical de gauche (RDG), l'Union des démocrates et indépendants (UDI), Les Républicains (LR), le Rassemblement national (RN) et Reconquête (REC) se voient attribués en 2022 des nuances propres,,.
Tous les autres partis se voient attribués l'une ou l'autre des nuances suivantes : DXG (divers extrême gauche), DVG (divers gauche), ECO (écologiste), REG (régionaliste), DVC (divers centre), DVD (divers droite), DSV (droite souverainiste) et DXD (divers extrême droite). Des partis comme Debout la France ou Lutte ouvrière ne disposent ainsi pas de nuances propres, et leurs résultats nationaux ne sont pas publiés séparément par le ministère, car mélangés avec d'autres partis (respectivement dans les nuances DSV et DXG),.

## Résultats

### Élus
| Circonscription                                 | Député sortant                            | Parti        | Parti        | Groupe       | Député élu ou réélu    | Parti | Parti | Groupe    |
| ----------------------------------------------- | ----------------------------------------- | ------------ | ------------ | ------------ | ---------------------- | ----- | ----- | --------- |
| 1re                                             | Sylvain Maillard                          |              | LREM         | LREM         | Sylvain Maillard       |       | LREM  | RE        |
| 2e                                              | Gilles Le Gendre                          |              | LREM         | LREM         | Gilles Le Gendre       |       | LREM  | RE        |
| 3e                                              | Stanislas Guerini                         |              | LREM         | LREM         | Stanislas Guerini      |       | LREM  | RE        |
| 4e                                              | Brigitte Kuster                           |              | LR           | LR           | Astrid Panosyan-Bouvet |       | LREM  | RE        |
| 5e                                              | siège vacant                              | siège vacant | siège vacant | siège vacant | Julien Bayou           |       | EÉLV  | ÉCO-NUPES |
| 6e                                              | Pierre Person*                            |              | LREM         | LREM         | Sophia Chikirou        |       | LFI   | LFI-NUPES |
| 7e                                              | Pacôme Rupin*                             |              | LREM         | LREM         | Clément Beaune         |       | LREM  | RE        |
| 8e                                              | Laetitia Avia                             |              | LREM         | LREM         | Éva Sas                |       | EELV  | ÉCO-NUPES |
| 9e                                              | Buon Tan                                  |              | LREM         | LREM         | Sandrine Rousseau      |       | EÉLV  | ÉCO-NUPES |
| 10e                                             | Anne-Christine Lang                       |              | TdP - LREM   | LREM         | Rodrigo Arenas         |       | LFI   | LFI-NUPES |
| 11e                                             | Maud Gatel                                |              | MoDem        | MoDem        | Maud Gatel             |       | MoDem | DEM       |
| 12e                                             | Marie Silin* suppléante d'Olivia Grégoire |              | LREM         | LREM         | Olivia Grégoire        |       | LREM  | RE        |
| 13e                                             | Hugues Renson*                            |              | LREM         | LREM         | David Amiel            |       | LREM  | RE        |
| 14e                                             | Sandra Boëlle*                            |              | LR           | LR           | Benjamin Haddad        |       | LREM  | RE        |
| 15e                                             | siège vacant                              | siège vacant | siège vacant | siège vacant | Danielle Simonnet      |       | LFI   | LFI-NUPES |
| 16e                                             | Mounir Mahjoubi*                          |              | LREM         | LREM         | Sarah Legrain          |       | LFI   | LFI-NUPES |
| 17e                                             | Danièle Obono                             |              | LFI          | LFI          | Danièle Obono          |       | LFI   | LFI-NUPES |
| 18e                                             | Pierre-Yves Bournazel                     |              | Horizons     | AE           | Aymeric Caron          |       | REV   | LFI-NUPES |
| * député sortant ne se représentant pas en 2022 |                                           |              |              |              |                        |       |       |           |

### Taux de participation
| Taux de participation | 1er tour | 1er tour | 1er tour   | 2d tour | 2d tour | 2d tour    | Différence entre les deux tours |
| Taux de participation | En 2017  | En 2022  | Différence | En 2017 | En 2022 | Différence | Différence entre les deux tours |
| --------------------- | -------- | -------- | ---------- | ------- | ------- | ---------- | ------------------------------- |
| À midi                | 11,68 %  | 12,26 %  | 0,58       | 10,36 % | 10,81 % | 0,45       | 1,45                            |
| À 17 heures           | 36,59 %  | 36,57 %  | 0,02       | 30,49 % | 34,98 % | 4,49       | 1,59                            |
| Final                 | 56,83 %  | 55,37 %  | 1,46       | 48,04 % | 54,40 % | 6,36       | 0,97                            |

### Résultats globaux

#### Résultats par coalition
| Parti et coalition                                           | Parti et coalition                                           | Parti et coalition                                           | Premier tour | Premier tour | Premier tour | Second tour   | Second tour   | Second tour | Total Sièges  | +/-           |  |
| Parti et coalition                                           | Parti et coalition                                           | Parti et coalition                                           | Voix         | %            | Sièges       | Voix          | %             | Sièges      | Total Sièges  | +/-           |  |
| ------------------------------------------------------------ | ------------------------------------------------------------ | ------------------------------------------------------------ | ------------ | ------------ | ------------ | ------------- | ------------- | ----------- | ------------- | ------------- |  |
|                                                              |                                                              | La France insoumise (LFI)                                    | 138 851      | 18,65        | 3            | 78 009        | 13,14         | 2           | 5             | 4             |  |
|                                                              | Europe Écologie Les Verts (EELV)                             | 86 102                                                       | 11,57        | 0            | 104 241      | 17,55         | 3             | 3           | 3             |               |  |
|                                                              | Parti socialiste (PS)                                        | 28 164                                                       | 3,78         | 0            | 33 516       | 5,64          | 0             | 0           | 1             |               |  |
|                                                              | Révolution écologique pour le vivant (REV)                   | 17 632                                                       | 2,37         | 0            | 19 914       | 3,35          | 1             | 1           | Nv            |               |  |
|                                                              | Parti communiste français (PCF)                              | 9 829                                                        | 1,32         | 0            | 12 368       | 2,08          | 0             | 0           | en stagnation |               |  |
| Total Nouvelle Union populaire écologique et sociale (NUPES) | Total Nouvelle Union populaire écologique et sociale (NUPES) | 280 578                                                      | 37,69        | 3            | 248 048      | 41,77         | 6             | 9           | 7             |               |  |
|                                                              |                                                              | La République en marche (LREM)                               | 198 125      | 26,62        | 0            | 239 551       | 40,34         | 8           | 8             | 4             |  |
|                                                              | Mouvement démocrate (MoDem)                                  | 16 154                                                       | 2,17         | 0            | 23 407       | 3,94          | 1             | 1           | en stagnation |               |  |
|                                                              | Horizons (H)                                                 | 13 922                                                       | 1,87         | 0            | 18 645       | 3,14          | 0             | 0           | Nv            |               |  |
|                                                              | Territoires de progrès (TdP)                                 | 11 030                                                       | 1,48         | 0            | 16 585       | 2,79          | 0             | 0           | Nv            |               |  |
| Total Ensemble (ENS)                                         | Total Ensemble (ENS)                                         | 239 231                                                      | 32,14        | 0            | 298 188      | 50,21         | 9             | 9           | 4             |               |  |
|                                                              |                                                              | Les Républicains (LR)                                        | 76 520       | 10,28        | 0            | 32 736        | 5,51          | 0           | 0             | 3             |  |
|                                                              | Les Centristes (LC)                                          | 8 137                                                        | 1,09         | 0            |              |               |               | 0           | Nv            |               |  |
| Total Union de la droite et du centre (UDC)                  | Total Union de la droite et du centre (UDC)                  | 84 657                                                       | 11,37        | 0            | 32 736       | 5,51          | 0             | 0           | 3             |               |  |
|                                                              |                                                              | Reconquête (REC)                                             | 35 270       | 4,74         | 0            |               |               |             | 0             | Nv            |  |
|                                                              | Mouvement conservateur (MC)                                  | 1 519                                                        | 0,20         | 0            | 0            | Nv            |               |             |               |               |  |
|                                                              | Centre national des indépendants et paysans (CNIP)           | 1 387                                                        | 0,19         | 0            | 0            | Nv            |               |             |               |               |  |
| Total Reconquête et alliés (REC)                             | Total Reconquête et alliés (REC)                             | 38 176                                                       | 5,13         | 0            | 0            | Nv            |               |             |               |               |  |
|                                                              | Rassemblement national (RN)                                  | Rassemblement national (RN)                                  | 28 634       | 3,85         | 0            | 0             | en stagnation |             |               |               |  |
|                                                              | Parti animaliste (PA)                                        | Parti animaliste (PA)                                        | 10 650       | 1,43         | 0            | 0             | en stagnation |             |               |               |  |
|                                                              | Union des démocrates et indépendants (UDI) - hors accord UDC | Union des démocrates et indépendants (UDI) - hors accord UDC | 8 221        | 1,10         | 0            | 0             | en stagnation |             |               |               |  |
|                                                              |                                                              | Écologie au centre (ÉAC)                                     | 3 862        | 0,52         | 0            | 0             | en stagnation |             |               |               |  |
|                                                              | Mouvement des progressistes (MDP)                            | 2 142                                                        | 0,29         | 0            | 0            | en stagnation |               |             |               |               |  |
|                                                              | Liberté écologie fraternité (LEF)                            | 2 084                                                        | 0,28         | 0            | 0            | Nv            |               |             |               |               |  |
| Total Écologie au centre (ÉAC)                               | Total Écologie au centre (ÉAC)                               | 8 088                                                        | 1,09         | 0            | 0            | en stagnation |               |             |               |               |  |
|                                                              | Parti socialiste (PS) - hors accord NUPES                    | Parti socialiste (PS) - hors accord NUPES                    | 7 469        | 1,00         | 0            | 14 857        | 2,50          | 0           | 0             | en stagnation |  |
|                                                              |                                                              | Mouvement républicain et citoyen (MRC)                       | 2 390        | 0,32         | 0            |               |               |             | 0             | Nv            |  |
|                                                              | Gauche républicaine et socialiste (GRS)                      | 3 656                                                        | 0,49         | 0            | 0            | Nv            |               |             |               |               |  |
|                                                              | Les Radicaux de Gauche (LRDG)                                | 0                                                            | 0,00         | 0            | 0            | Nv            |               |             |               |               |  |
| Total Fédération de la gauche républicaine (FGR)             | Total Fédération de la gauche républicaine (FGR)             | 6 046                                                        | 0,81         | 0            | 0            | Nv            |               |             |               |               |  |
|                                                              | Lutte ouvrière (LO)                                          | Lutte ouvrière (LO)                                          | 4 535        | 0,61         | 0            | 0             | en stagnation |             |               |               |  |
|                                                              | Parti pirate (PP)                                            | Parti pirate (PP)                                            | 3 481        | 0,47         | 0            | 0             | en stagnation |             |               |               |  |
|                                                              | Parti radical de gauche (PRG)                                | Parti radical de gauche (PRG)                                | 3 328        | 0,45         | 0            | 0             | en stagnation |             |               |               |  |
|                                                              |                                                              | Union des centristes et des écologistes (UCE)                | 1 235        | 0,17         | 0            | 0             | en stagnation |             |               |               |  |
|                                                              | Alliance centriste (AC)                                      | 849                                                          | 0,11         | 0            | 0            | Nv            |               |             |               |               |  |
| Total Les écologistes avec la majorité présidentielle (ÉMP)  | Total Les écologistes avec la majorité présidentielle (ÉMP)  | 2 084                                                        | 0,28         | 0            | 0            | en stagnation |               |             |               |               |  |
|                                                              |                                                              | Les Patriotes (LP)                                           | 1 720        | 0,23         | 0            | 0             | Nv            |             |               |               |  |
|                                                              | Debout la France (DLF)                                       | 285                                                          | 0,04         | 0            | 0            | en stagnation |               |             |               |               |  |
| Total Union pour la France (UPF)                             | Total Union pour la France (UPF)                             | 2 005                                                        | 0,27         | 0            | 0            | en stagnation |               |             |               |               |  |
|                                                              | Dissidents NUPES                                             | Dissidents NUPES                                             | 1 272        | 0,17         | 0            | 0             | en stagnation |             |               |               |  |
|                                                              | Parti ouvrier indépendant démocratique (POID)                | Parti ouvrier indépendant démocratique (POID)                | 1 107        | 0,15         | 0            | 0             | en stagnation |             |               |               |  |
|                                                              | Volt France (Volt)                                           | Volt France (Volt)                                           | 1 077        | 0,14         | 0            | 0             | Nv            |             |               |               |  |
|                                                              | Parti des citoyens européens (PACE)                          | Parti des citoyens européens (PACE)                          | 982          | 0,13         | 0            | 0             | Nv            |             |               |               |  |
|                                                              | Résistons (RES)                                              | Résistons (RES)                                              | 953          | 0,13         | 0            | 0             | en stagnation |             |               |               |  |
|                                                              | Équinoxe (É)                                                 | Équinoxe (É)                                                 | 848          | 0,11         | 0            | 0             | Nv            |             |               |               |  |
|                                                              | Le Mouvement de la ruralité (LMR)                            | Le Mouvement de la ruralité (LMR)                            | 716          | 0,10         | 0            | 0             | Nv            |             |               |               |  |
|                                                              |                                                              | Decidemos (DEC)                                              | 398          | 0,05         | 0            | 0             | Nv            |             |               |               |  |
|                                                              | Union citoyenne pour la liberté (UCPL)                       | 295                                                          | 0,04         | 0            | 0            | Nv            |               |             |               |               |  |
| Total Convergence RIC (CRIC)                                 | Total Convergence RIC (CRIC)                                 | 693                                                          | 0,09         | 0            | 0            | Nv            |               |             |               |               |  |
|                                                              |                                                              | Bastir Occitanie (BO)                                        | 675          | 0,09         | 0            | 0             | Nv            |             |               |               |  |
| Total Pays unis (PU)                                         | Total Pays unis (PU)                                         | 675                                                          | 0,09         | 0            | 0            | Nv            |               |             |               |               |  |
|                                                              | Union des démocrates musulmans français (UDMF)               | Union des démocrates musulmans français (UDMF)               | 272          | 0,04         | 0            | 0             | Nv            |             |               |               |  |
|                                                              | Allons enfants (AE)                                          | Allons enfants (AE)                                          | 193          | 0,03         | 0            | 0             | en stagnation |             |               |               |  |
|                                                              |                                                              | Sans étiquette                                               | 100          | 0,01         | 0            | 0             | Nv            |             |               |               |  |
| Total La Raison du Peuple (LRDP)                             | Total La Raison du Peuple (LRDP)                             | 100                                                          | 0,01         | 0            | 0            |               |               |             |               |               |  |
|                                                              | Parti révolutionnaire « Communistes » (PRC)                  | Parti révolutionnaire « Communistes » (PRC)                  | 72           | 0,01         | 0            | 0             | Nv            |             |               |               |  |
|                                                              | Autres partis                                                | Autres partis                                                | 1 593        | 0,21         | 0            | 0             | en stagnation |             |               |               |  |
|                                                              | Sans étiquette (SE)                                          | Sans étiquette (SE)                                          | 6 626        | 0,89         | 0            | 0             | en stagnation |             |               |               |  |
|                                                              |                                                              |                                                              |              |              |              |               |               |             |               |               |  |
| Suffrages exprimés                                           | Suffrages exprimés                                           | Suffrages exprimés                                           | 744 362      | 98,66        |              | 593 829       | 95,39         |             |               |               |  |
| Votes blancs                                                 | Votes blancs                                                 | Votes blancs                                                 | 7 454        | 0,99         | 21 384       | 3,44          |               |             |               |               |  |
| Votes nuls                                                   | Votes nuls                                                   | Votes nuls                                                   | 2 655        | 0,35         | 7 309        | 1,17          |               |             |               |               |  |
| Total                                                        | Total                                                        | Total                                                        | 754 471      | 100          | 3            | 622 522       | 100           | 15          | 18            | en stagnation |  |
| Abstentions                                                  | Abstentions                                                  | Abstentions                                                  | 608 029      | 44,63        |              | 521 821       | 45,60         |             |               |               |  |
| Inscrits/Participation                                       | Inscrits/Participation                                       | Inscrits/Participation                                       | 1 362 500    | 55,37        | 1 144 343    | 54,40         |               |             |               |               |  |

#### Résultats par nuance
| Nuance                 | Nuance                                         | Nuance                 | Premier tour | Premier tour | Premier tour | Second tour | Second tour   | Second tour | Total Sièges | +/-           |  |
| Nuance                 | Nuance                                         | Nuance                 | Voix         | %            | Sièges       | Voix        | %             | Sièges      | Total Sièges | +/-           |  |
| ---------------------- | ---------------------------------------------- | ---------------------- | ------------ | ------------ | ------------ | ----------- | ------------- | ----------- | ------------ | ------------- |  |
|                        | Nouvelle Union populaire écologique et sociale | NUP                    | 280 578      | 37,69        | 3            | 248 048     | 41,77         | 6           | 9            | 7             |  |
|                        | Ensemble !                                     | ENS                    | 239 231      | 32,14        | 0            | 298 188     | 50,21         | 9           | 9            | 4             |  |
|                        | Les Républicains                               | LR                     | 76 520       | 10,28        | 0            | 32 736      | 5,51          | 0           | 0            | 3             |  |
|                        | Reconquête                                     | REC                    | 38 176       | 5,13         | 0            |             |               |             | 0            | Nv            |  |
|                        | Rassemblement national                         | RN                     | 28 634       | 3,85         | 0            | 0           | en stagnation |             |              |               |  |
|                        | Divers gauche                                  | DVG                    | 19 281       | 2,59         | 0            | 14 857      | 2,50          | 0           | 0            | en stagnation |  |
|                        | Ecologistes                                    | ECO                    | 18 366       | 2,47         | 0            |             |               |             | 0            | en stagnation |  |
|                        | Divers droite                                  | DVD                    | 12 260       | 1,65         | 0            | 0           | en stagnation |             |              |               |  |
|                        | Divers                                         | DIV                    | 8 774        | 1,18         | 0            | 0           | en stagnation |             |              |               |  |
|                        | Union des démocrates et indépendants           | UDI                    | 7 181        | 0,96         | 0            | 0           | en stagnation |             |              |               |  |
|                        | Divers extrême gauche                          | DXG                    | 5 714        | 0,77         | 0            | 0           | en stagnation |             |              |               |  |
|                        | Divers centre                                  | DVC                    | 3 924        | 0,53         | 0            | 0           | Nv            |             |              |               |  |
|                        | Parti radical de gauche                        | RDG                    | 3 328        | 0,45         | 0            | 0           | en stagnation |             |              |               |  |
|                        | Droite souverainiste                           | DSV                    | 1 720        | 0,23         | 0            | 0           | en stagnation |             |              |               |  |
|                        | Régionaliste                                   | REG                    | 675          | 0,09         | 0            | 0           | en stagnation |             |              |               |  |
|                        |                                                |                        |              |              |              |             |               |             |              |               |  |
| Suffrages exprimés     | Suffrages exprimés                             | Suffrages exprimés     | 744 362      | 98,66        |              | 593 829     | 95,39         |             |              |               |  |
| Votes blancs           | Votes blancs                                   | Votes blancs           | 7 454        | 0,99         | 21 384       | 3,44        |               |             |              |               |  |
| Votes nuls             | Votes nuls                                     | Votes nuls             | 2 655        | 0,35         | 7 309        | 1,17        |               |             |              |               |  |
| Total                  | Total                                          | Total                  | 754 471      | 100          | 3            | 622 522     | 100           | 15          | 18           | en stagnation |  |
| Abstentions            | Abstentions                                    | Abstentions            | 608 029      | 44,63        |              | 521 821     | 45,60         |             |              |               |  |
| Inscrits/Participation | Inscrits/Participation                         | Inscrits/Participation | 1 362 500    | 55,37        | 1 144 343    | 54,40       |               |             |              |               |  |

### Cartes

Nuance politique des candidats arrivés en tête au 1er tour.
Nuance politique des candidats arrivés en tête au 2e tour.

### Résultats par circonscription

#### Première circonscription
Député sortant : Sylvain Maillard (La République en marche)
| Candidat                 | Candidat                 | Parti et coalition       | Nuance                   | Premier tour | Premier tour | Second tour | Second tour |
| Candidat                 | Candidat                 | Parti et coalition       | Nuance                   | Voix         | %            | Voix        | %           |
| ------------------------ | ------------------------ | ------------------------ | ------------------------ | ------------ | ------------ | ----------- | ----------- |
|                          | Sylvain Maillard         | LREM (ENS)               | ENS                      | 19 718       | 41,93        | 28 656      | 65,57       |
|                          | Thomas Luquet            | LFI (NUPES)              | NUP                      | 12 780       | 27,18        | 15 046      | 34,43       |
|                          | Vincent Baladi           | LR (UDC)                 | LR                       | 4 479        | 9,52         |             |             |
|                          | David Attia              | REC                      | REC                      | 3 004        | 6,39         |             |             |
|                          | Manon Chaumette          | UDI                      | UDI                      | 2 247        | 4,78         |             |             |
|                          | Catherine Lecuyer        | SE                       | DVD                      | 1 977        | 4,20         |             |             |
|                          | Morgane Chedhomme        | RN                       | RN                       | 1 357        | 2,89         |             |             |
|                          | Juliane Faux,            | BO (PU)                  | REG                      | 675          | 1,44         |             |             |
|                          | Liliane Delwasse         | PA                       | ECO                      | 567          | 1,21         |             |             |
|                          | Laurence Boulinier       | LO                       | DXG                      | 216          | 0,46         |             |             |
|                          | Dominique Tourte         | PCF diss.                | DVG                      | 4            | 0,01         |             |             |
|                          | Annie Paris              | MRC (FGR)                | DVG                      | 2            | 0,00         |             |             |
|                          |                          |                          |                          |              |              |             |             |
| Votes valides            | Votes valides            | Votes valides            | Votes valides            | 47 026       | 98,83        | 43 702      | 95,43       |
| Votes blancs             | Votes blancs             | Votes blancs             | Votes blancs             | 442          | 0,93         | 1 539       | 3,36        |
| Votes nuls               | Votes nuls               | Votes nuls               | Votes nuls               | 117          | 0,25         | 553         | 1,21        |
| Total                    | Total                    | Total                    | Total                    | 47 585       | 100          | 45 794      | 100         |
| Abstention               | Abstention               | Abstention               | Abstention               | 36 977       | 43,73        | 38 783      | 45,86       |
| Inscrits / participation | Inscrits / participation | Inscrits / participation | Inscrits / participation | 84 562       | 56,27        | 84 577      | 54,14       |

#### Deuxième circonscription
Député sortant : Gilles Le Gendre (La République en marche)
| Candidat                 | Candidat                 | Parti et coalition       | Nuance                   | Premier tour | Premier tour | Second tour | Second tour |
| Candidat                 | Candidat                 | Parti et coalition       | Nuance                   | Voix         | %            | Voix        | %           |
| ------------------------ | ------------------------ | ------------------------ | ------------------------ | ------------ | ------------ | ----------- | ----------- |
|                          | Gilles Le Gendre         | LREM (ENS)               | ENS                      | 15 547       | 35,66        | 25 472      | 63,39       |
|                          | Marine Rosset            | PS (NUPES)               | NUP                      | 11 890       | 27,27        | 14 710      | 36,61       |
|                          | Jean-Pierre Lecoq        | LR (UDC)                 | LR                       | 7 948        | 18,23        |             |             |
|                          | Isabelle Gilbert         | REC                      | REC                      | 2 827        | 6,48         |             |             |
|                          | Quitterie de Villepin    | SE                       | DIV                      | 2 362        | 5,42         |             |             |
|                          | André Rougé              | RN                       | RN                       | 1 294        | 2,97         |             |             |
|                          | Karine Dreyfuss          | PA                       | ECO                      | 682          | 1,56         |             |             |
|                          | Elise Magne              | Volt                     | DIV                      | 550          | 1,26         |             |             |
|                          | Daniel Assayag           | PP                       | DIV                      | 248          | 0,57         |             |             |
|                          | Charline Joliveau        | LO                       | DXG                      | 146          | 0,33         |             |             |
|                          | Adrien Frantz            | POID                     | DXG                      | 102          | 0,23         |             |             |
|                          |                          |                          |                          |              |              |             |             |
| Votes valides            | Votes valides            | Votes valides            | Votes valides            | 43 596       | 98,91        | 40 182      | 94,72       |
| Votes blancs             | Votes blancs             | Votes blancs             | Votes blancs             | 349          | 0,79         | 1 641       | 3,87        |
| Votes nuls               | Votes nuls               | Votes nuls               | Votes nuls               | 132          | 0,30         | 597         | 1,42        |
| Total                    | Total                    | Total                    | Total                    | 44 077       | 100          | 42 420      | 100         |
| Abstention               | Abstention               | Abstention               | Abstention               | 30 690       | 41,05        | 32 353      | 43,27       |
| Inscrits / participation | Inscrits / participation | Inscrits / participation | Inscrits / participation | 74 767       | 58,95        | 74 773      | 56,73       |

#### Troisième circonscription
Député sortant : Stanislas Guerini (La République en marche)
| Candidat                 | Candidat                 | Parti et coalition       | Nuance                   | Premier tour | Premier tour | Second tour | Second tour |
| Candidat                 | Candidat                 | Parti et coalition       | Nuance                   | Voix         | %            | Voix        | %           |
| ------------------------ | ------------------------ | ------------------------ | ------------------------ | ------------ | ------------ | ----------- | ----------- |
|                          | Léa Balage El Mariky     | EÉLV (NUPES)             | NUP                      | 15 285       | 38,66        | 18 843      | 49,00       |
|                          | Stanislas Guerini        | LREM (ENS)               | ENS                      | 12 853       | 32,50        | 19 613      | 51,00       |
|                          | Alix Bougeret            | LR (UDC)                 | LR                       | 5 204        | 13,16        |             |             |
|                          | Marie-Émilie Euphrasie   | RN                       | RN                       | 1 658        | 4,19         |             |             |
|                          | Ayodélé Ikuesan          | SE                       | DVG                      | 1 625        | 4,11         |             |             |
|                          | Cécile Fischer           | REC                      | REC                      | 1 422        | 3,60         |             |             |
|                          | Laurent Baffie           | PA                       | ECO                      | 863          | 2,18         |             |             |
|                          | Laurent Burtaire         | LO                       | DXG                      | 263          | 0,67         |             |             |
|                          | Christine Michalet       | SE                       | DIV                      | 243          | 0,61         |             |             |
|                          | Marguerite Plantevin     | POID                     | DXG                      | 124          | 0,31         |             |             |
|                          |                          |                          |                          |              |              |             |             |
| Votes valides            | Votes valides            | Votes valides            | Votes valides            | 39 540       | 98,69        | 38 456      | 95,81       |
| Votes blancs             | Votes blancs             | Votes blancs             | Votes blancs             | 394          | 0,98         | 1 234       | 3,07        |
| Votes nuls               | Votes nuls               | Votes nuls               | Votes nuls               | 129          | 0,32         | 447         | 1,12        |
| Total                    | Total                    | Total                    | Total                    | 40 063       | 100          | 40 137      | 100         |
| Abstention               | Abstention               | Abstention               | Abstention               | 33 125       | 45,26        | 33 008      | 45,13       |
| Inscrits / participation | Inscrits / participation | Inscrits / participation | Inscrits / participation | 73 188       | 54,74        | 73 145      | 54,87       |

#### Quatrième circonscription
Député sortant : Brigitte Kuster (Les Républicains)
| Candidat                 | Candidat                 | Parti et coalition       | Nuance                   | Premier tour | Premier tour | Second tour | Second tour |
| Candidat                 | Candidat                 | Parti et coalition       | Nuance                   | Voix         | %            | Voix        | %           |
| ------------------------ | ------------------------ | ------------------------ | ------------------------ | ------------ | ------------ | ----------- | ----------- |
|                          | Astrid Panosyan-Bouvet   | LREM (ENS)               | ENS                      | 15 730       | 41,03        | 19 159      | 55,46       |
|                          | Brigitte Kuster          | LR (UDC)                 | LR                       | 11 085       | 28,92        | 15 389      | 44,54       |
|                          | Natalie Depraz           | LFI (NUPES)              | NUP                      | 5 087        | 13,27        |             |             |
|                          | Garen Shnorhokian        | REC                      | REC                      | 3 252        | 8,48         |             |             |
|                          | Annie Lavenier           | RN                       | RN                       | 1 412        | 3,68         |             |             |
|                          | Chantal Eclou            | EAC                      | ECO                      | 857          | 2,24         |             |             |
|                          | Dayana Bonilla           | PA                       | ECO                      | 393          | 1,03         |             |             |
|                          | Jérôme Perreau           | RES                      | DVC                      | 183          | 0,48         |             |             |
|                          | Adrien Touati            | PP                       | DIV                      | 174          | 0,45         |             |             |
|                          | Karim Britel             | SE                       | DVD                      | 89           | 0,23         |             |             |
|                          | Pierre Lévenard          | LO                       | DXG                      | 75           | 0,20         |             |             |
|                          | Francine Freudberg       | AC (ÉMP)                 | DVC                      | 1            | 0,00         |             |             |
|                          | Kévin Guillas-Cavan      | PCF diss.                | DVG                      | 0            | 0,00         |             |             |
|                          |                          |                          |                          |              |              |             |             |
| Votes valides            | Votes valides            | Votes valides            | Votes valides            | 38 338       | 99,13        | 34 548      | 95,38       |
| Votes blancs             | Votes blancs             | Votes blancs             | Votes blancs             | 243          | 0,63         | 1 377       | 3,80        |
| Votes nuls               | Votes nuls               | Votes nuls               | Votes nuls               | 93           | 0,24         | 297         | 0,82        |
| Total                    | Total                    | Total                    | Total                    | 38 674       | 100          | 36 222      | 100         |
| Abstention               | Abstention               | Abstention               | Abstention               | 34 300       | 47,00        | 36 764      | 50,37       |
| Inscrits / participation | Inscrits / participation | Inscrits / participation | Inscrits / participation | 72 974       | 53,00        | 72 986      | 49,63       |

#### Cinquième circonscription
Député sortant : siège vacant après la démission le 12 mai 2021 de Benjamin Griveaux (La République en marche).
| Candidat                 | Candidat                 | Parti et coalition       | Nuance                   | Premier tour | Premier tour | Second tour | Second tour |
| Candidat                 | Candidat                 | Parti et coalition       | Nuance                   | Voix         | %            | Voix        | %           |
| ------------------------ | ------------------------ | ------------------------ | ------------------------ | ------------ | ------------ | ----------- | ----------- |
|                          | Julien Bayou             | EELV (NUPES)             | NUP                      | 21 942       | 48,88        | 24 857      | 58,05       |
|                          | Élise Fajgeles           | LREM (ENS)               | ENS                      | 13 358       | 29,75        | 17 960      | 41,95       |
|                          | Pierre Maurin            | LC (UDC)                 | DVD                      | 2 147        | 4,78         |             |             |
|                          | Yann Gautier             | MC                       | REC                      | 1 519        | 3,38         |             |             |
|                          | Assia Meddah             | PRG                      | RDG                      | 1 443        | 3,21         |             |             |
|                          | Margueritte Vogt         | RN                       | RN                       | 1 277        | 2,84         |             |             |
|                          | Annaëlle Gille           | UDI                      | UDI                      | 1 262        | 2,81         |             |             |
|                          | Arnaud Abel              | UCE (ÉMP)                | DVC                      | 777          | 1,73         |             |             |
|                          | Jean Ballon              | PA                       | ECO                      | 541          | 1,21         |             |             |
|                          | Marie-Jeanne Jouveau     | PP                       | DIV                      | 373          | 0,83         |             |             |
|                          | Monique Dabat            | LO                       | DXG                      | 255          | 0,57         |             |             |
|                          |                          |                          |                          |              |              |             |             |
| Votes valides            | Votes valides            | Votes valides            | Votes valides            | 44 894       | 98,97        | 42 817      | 96,76       |
| Votes blancs             | Votes blancs             | Votes blancs             | Votes blancs             | 345          | 0,76         | 1 044       | 2,36        |
| Votes nuls               | Votes nuls               | Votes nuls               | Votes nuls               | 122          | 0,27         | 390         | 0,88        |
| Total                    | Total                    | Total                    | Total                    | 45 361       | 100          | 44 251      | 100         |
| Abstention               | Abstention               | Abstention               | Abstention               | 33 988       | 42,83        | 35 104      | 44,24       |
| Inscrits / participation | Inscrits / participation | Inscrits / participation | Inscrits / participation | 79 349       | 57,17        | 79 355      | 55,76       |

#### Sixième circonscription
Député sortant : Pierre Person (La République en marche)
|                          | Sophia Chikirou          | LFI (NUPES)              | NUP                      | 24 155 | 53,74 |  |  |
|                          | Julien Bargeton          | LREM (ENS)               | ENS                      | 11 514 | 25,62 |  |  |
|                          | Laurence Bonzani         | LEF                      | ECO                      | 2 084  | 4,64  |  |  |
|                          | Jean-Christophe Martin   | LR (UDC)                 | LR                       | 1 767  | 3,93  |  |  |
|                          | Marie Huynh Thi (Bozzi)  | RN                       | RN                       | 1 507  | 3,35  |  |  |
|                          | Victor Meldener          | REC                      | REC                      | 1 314  | 2,92  |  |  |
|                          | Yves Frémion             | PEPS                     | ECO                      | 782    | 1,74  |  |  |
|                          | Romain Van Den Broucke   | PA                       | ECO                      | 717    | 1,60  |  |  |
|                          | Jennifer Borsellino      | PP                       | DIV                      | 529    | 1,18  |  |  |
|                          | Anne-Catherine Godde     | LO                       | DXG                      | 423    | 0,94  |  |  |
|                          | Charles Dupuy            | POID                     | DXG                      | 153    | 0,34  |  |  |
|                          | Yasmin Berrouba          | AC (ÉMP)                 | DVC                      | 1      | 0,00  |  |  |
|                          |                          |                          |                          |        |       |  |  |
| Votes valides            | Votes valides            | Votes valides            | Votes valides            | 44 946 | 98,50 |  |  |
| Votes blancs             | Votes blancs             | Votes blancs             | Votes blancs             | 498    | 1,09  |  |  |
| Votes nuls               | Votes nuls               | Votes nuls               | Votes nuls               | 188    | 0,41  |  |  |
| Total                    | Total                    | Total                    | Total                    | 45 632 | 100   |  |  |
| Abstention               | Abstention               | Abstention               | Abstention               | 35 276 | 43,60 |  |  |
| Inscrits / participation | Inscrits / participation | Inscrits / participation | Inscrits / participation | 80 908 | 56,40 |  |  |

Sophia Chikirou de La France insoumise est élue dès le premier tour, en recueillant la majorité absolue des suffrages exprimés et les voix de plus de 25% (29,85%) des électeurs inscrits.

#### Septième circonscription
Député sortant : Pacôme Rupin (La République en marche)
| Candidat                 | Candidat                        | Parti et coalition       | Nuance                   | Premier tour | Premier tour | Second tour | Second tour |
| Candidat                 | Candidat                        | Parti et coalition       | Nuance                   | Voix         | %            | Voix        | %           |
| ------------------------ | ------------------------------- | ------------------------ | ------------------------ | ------------ | ------------ | ----------- | ----------- |
|                          | Caroline Mécary                 | LFI (NUPES)              | NUP                      | 19 373       | 41,40        | 22 258      | 49,27       |
|                          | Clément Beaune                  | LREM (ENS)               | ENS                      | 16 755       | 35,81        | 22 916      | 50,73       |
|                          | Aurélien Véron                  | LR (UDC)                 | LR                       | 2 370        | 5,06         |             |             |
|                          | Constance Delétang              | REC                      | REC                      | 1 777        | 3,80         |             |             |
|                          | Anne Daguenel (Nguyen Cong Duc) | RN                       | RN                       | 1 503        | 3,21         |             |             |
|                          | Rodrigue Flahaut-Prévot         | PRG                      | RDG                      | 1 114        | 2,38         |             |             |
|                          | Philippe Mazuel                 | PACE                     | DVG                      | 982          | 2,10         |             |             |
|                          | Naïma Moghir                    | EAC                      | ECO                      | 911          | 1,95         |             |             |
|                          | Gaspard Chameroy                | É                        | ECO                      | 848          | 1,81         |             |             |
|                          | Thomas Moulins                  | PA                       | ECO                      | 606          | 1,30         |             |             |
|                          | Isabelle Laeng dite Cindy'Lee   | PP                       | DIV                      | 220          | 0,47         |             |             |
|                          | Aurélia Petit                   | LO                       | DXG                      | 302          | 0,65         |             |             |
|                          | Louis Claudio                   | L-RE                     | DVC                      | 33           | 0,07         |             |             |
|                          |                                 |                          |                          |              |              |             |             |
| Votes valides            | Votes valides                   | Votes valides            | Votes valides            | 46 794       | 98,70        | 45 174      | 96,51       |
| Votes blancs             | Votes blancs                    | Votes blancs             | Votes blancs             | 453          | 0,96         | 1 195       | 2,55        |
| Votes nuls               | Votes nuls                      | Votes nuls               | Votes nuls               | 165          | 0,35         | 439         | 0,94        |
| Total                    | Total                           | Total                    | Total                    | 47 412       | 100          | 46 808      | 100         |
| Abstention               | Abstention                      | Abstention               | Abstention               | 32 846       | 40,93        | 33 447      | 41,68       |
| Inscrits / participation | Inscrits / participation        | Inscrits / participation | Inscrits / participation | 80 258       | 59,07        | 80 255      | 58,32       |

#### Huitième circonscription
Député sortant : Laetitia Avia (La République en marche)
| Candidat                 | Candidat                 | Parti et coalition       | Nuance                   | Premier tour | Premier tour | Second tour | Second tour |
| Candidat                 | Candidat                 | Parti et coalition       | Nuance                   | Voix         | %            | Voix        | %           |
| ------------------------ | ------------------------ | ------------------------ | ------------------------ | ------------ | ------------ | ----------- | ----------- |
|                          | Éva Sas                  | EELV (NUPES)             | NUP                      | 19 490       | 41,70        | 23 825      | 54,08       |
|                          | Laetitia Avia            | LREM (ENS)               | ENS                      | 13 059       | 27,94        | 20 230      | 45,92       |
|                          | Valérie Montandon        | LR (UDC)                 | LR                       | 5 282        | 11,30        |             |             |
|                          | Vanessa Lancelot         | RN                       | RN                       | 2 165        | 4,63         |             |             |
|                          | Jannick Trunkenwald      | REC                      | REC                      | 2 051        | 4,39         |             |             |
|                          | Marie-Claude Giraud      | MRC (FGR)                | DVG                      | 1 441        | 3,08         |             |             |
|                          | Nezha Kobbi              | EAC                      | ECO                      | 976          | 2,09         |             |             |
|                          | Laurence Volbart         | PA                       | ECO                      | 758          | 1,62         |             |             |
|                          | Crystal Duponcel         | LP (UPF)                 | DSV                      | 405          | 0,87         |             |             |
|                          | Grégory Ritrovato        | PP                       | DIV                      | 404          | 0,86         |             |             |
|                          | Marie-Noëlle Blondel     | AC (ÉMP)                 | DVC                      | 367          | 0,79         |             |             |
|                          | Anne Bernon              | LO                       | DXG                      | 259          | 0,55         |             |             |
|                          | Manuel Lutz              | DEC (CRIC)               | DIV                      | 83           | 0,18         |             |             |
|                          |                          |                          |                          |              |              |             |             |
| Votes valides            | Votes valides            | Votes valides            | Votes valides            | 46 740       | 98,53        | 44 055      | 94,92       |
| Votes blancs             | Votes blancs             | Votes blancs             | Votes blancs             | 504          | 01,06        | 1 735       | 3,74        |
| Votes nuls               | Votes nuls               | Votes nuls               | Votes nuls               | 194          | 0,41         | 623         | 1,34        |
| Total                    | Total                    | Total                    | Total                    | 47 438       | 100          | 46 413      | 100         |
| Abstention               | Abstention               | Abstention               | Abstention               | 37 827       | 44,36        | 38 854      | 45,57       |
| Inscrits / participation | Inscrits / participation | Inscrits / participation | Inscrits / participation | 85 265       | 55,64        | 85 267      | 54,43       |

#### Neuvième circonscription
Député sortant : Buon Tan (La République en marche)
| Candidat                 | Candidat                 | Parti et coalition       | Nuance                   | Premier tour | Premier tour | Second tour | Second tour |
| Candidat                 | Candidat                 | Parti et coalition       | Nuance                   | Voix         | %            | Voix        | %           |
| ------------------------ | ------------------------ | ------------------------ | ------------------------ | ------------ | ------------ | ----------- | ----------- |
|                          | Sandrine Rousseau        | EELV (NUPES)             | NUP                      | 16 332       | 42,90        | 20 635      | 58,05       |
|                          | Buon Tan                 | LREM (ENS)               | ENS                      | 10 192       | 26,77        | 14 913      | 41,95       |
|                          | Jean-Baptiste Olivier    | LR (UDC)                 | LR                       | 2 745        | 7,21         |             |             |
|                          | Laurent Miermont         | GRS (FGR)                | DVG                      | 2 103        | 5,52         |             |             |
|                          | Carole Roussel           | RN                       | RN                       | 1 898        | 4,99         |             |             |
|                          | David Meyer              | REC                      | REC                      | 1 669        | 4,38         |             |             |
|                          | Sandrine Rousseau        | LMR                      | DVD                      | 716          | 1,88         |             |             |
|                          | Béatrice Cossart         | PA                       | ECO                      | 699          | 1,84         |             |             |
|                          | Pierre Beyssac           | PP                       | DIV                      | 445          | 1,17         |             |             |
|                          | Irène Labus              | LP (UPF)                 | DSV                      | 399          | 1,05         |             |             |
|                          | Farid Nechadi            | C13                      | DVG                      | 379          | 1,00         |             |             |
|                          | Florence Bédague         | LO                       | DXG                      | 370          | 0,97         |             |             |
|                          | Eric Gloess              | POID                     | DXG                      | 123          | 0,32         |             |             |
|                          |                          |                          |                          |              |              |             |             |
| Votes valides            | Votes valides            | Votes valides            | Votes valides            | 38 070       | 98,11        | 35 548      | 94,30       |
| Votes blancs             | Votes blancs             | Votes blancs             | Votes blancs             | 536          | 1,38         | 1 507       | 4,00        |
| Votes nuls               | Votes nuls               | Votes nuls               | Votes nuls               | 199          | 0,51         | 640         | 1,70        |
| Total                    | Total                    | Total                    | Total                    | 38 805       | 100          | 37 695      | 100         |
| Abstention               | Abstention               | Abstention               | Abstention               | 32 005       | 45,20        | 33 121      | 46,77       |
| Inscrits / participation | Inscrits / participation | Inscrits / participation | Inscrits / participation | 70 810       | 54,80        | 70 816      | 53,23       |

#### Dixième circonscription
Député sortant : Anne-Christine Lang (Territoires de progrès - La République en marche)
| Candidat                 | Candidat                    | Parti et coalition       | Nuance                   | Premier tour | Premier tour | Second tour | Second tour |
| Candidat                 | Candidat                    | Parti et coalition       | Nuance                   | Voix         | %            | Voix        | %           |
| ------------------------ | --------------------------- | ------------------------ | ------------------------ | ------------ | ------------ | ----------- | ----------- |
|                          | Rodrigo Arenas              | LFI (NUPES)              | NUP                      | 16 039       | 42,63        | 19 808      | 54,43       |
|                          | Anne-Christine Lang,        | TdP - LREM (ENS)         | ENS                      | 11 030       | 29,31        | 16 585      | 45,57       |
|                          | Wallerand de Saint-Just     | RN                       | RN                       | 2 075        | 5,51         |             |             |
|                          | Habib Shoukry               | LR (UDC)                 | LR                       | 1 927        | 5,12         |             |             |
|                          | Anne-Sophie Hongre          | REC                      | REC                      | 1 602        | 4,26         |             |             |
|                          | Myriam Muet                 | UDI                      | UDI                      | 1 302        | 3,46         |             |             |
|                          | Margarita Modroño Rodriguez | MRC (FGR)                | DVG                      | 947          | 2,52         |             |             |
|                          | Simon Nordmann              | PA                       | ECO                      | 562          | 1,49         |             |             |
|                          | Michel Goldstein,           | UCE (ÉMP)                | DVC                      | 458          | 1,22         |             |             |
|                          | Francis Sando               | DLF (UPF)                | DVD                      | 285          | 0,76         |             |             |
|                          | Thomas Sellier              | PP                       | DIV                      | 276          | 0,73         |             |             |
|                          | Hania Mooradun Rumjaun      | EAC                      | ECO                      | 248          | 0,66         |             |             |
|                          | Jacqueline Deneuve          | RES                      | DVC                      | 219          | 0,58         |             |             |
|                          | Olivia Baille               | LO                       | DXG                      | 203          | 0,54         |             |             |
|                          | Deza Nguembock              | SE                       | DVG                      | 183          | 0,49         |             |             |
|                          | Sophie Tissier,             | UCPL (CRIC)              | DIV                      | 170          | 0,45         |             |             |
|                          | Vincent Vautier             | POID                     | DXG                      | 102          | 0,27         |             |             |
|                          | Khalid Hamdani              | EAC                      | ECO                      | 0            | 0            |             |             |
|                          |                             |                          |                          |              |              |             |             |
| Votes valides            | Votes valides               | Votes valides            | Votes valides            | 37 628       | 98,45        | 36 393      | 95,43       |
| Votes blancs             | Votes blancs                | Votes blancs             | Votes blancs             | 429          | 1,12         | 1 236       | 3,24        |
| Votes nuls               | Votes nuls                  | Votes nuls               | Votes nuls               | 162          | 0,42         | 505         | 1,32        |
| Total                    | Total                       | Total                    | Total                    | 38 219       | 100          | 38 134      | 100         |
| Abstention               | Abstention                  | Abstention               | Abstention               | 32 031       | 45,60        | 32 105      | 45,71       |
| Inscrits / participation | Inscrits / participation    | Inscrits / participation | Inscrits / participation | 70 250       | 54,40        | 70 239      | 54,29       |

#### Onzième circonscription
Député sortant : Maud Gatel (Mouvement démocrate)
| Candidat                 | Candidat                 | Parti et coalition       | Nuance                   | Premier tour | Premier tour | Second tour | Second tour |
| Candidat                 | Candidat                 | Parti et coalition       | Nuance                   | Voix         | %            | Voix        | %           |
| ------------------------ | ------------------------ | ------------------------ | ------------------------ | ------------ | ------------ | ----------- | ----------- |
|                          | Olivia Polski            | PS (NUPES)               | NUP                      | 16 274       | 37,57        | 18 806      | 44,55       |
|                          | Maud Gatel               | MoDem (ENS)              | ENS                      | 16 154       | 37,30        | 23 407      | 55,45       |
|                          | Marie-Claire Carrère-Gée | LR (UDC)                 | LR                       | 5 283        | 12,20        |             |             |
|                          | Franck Layré-Cassou      | REC                      | REC                      | 2 253        | 5,20         |             |             |
|                          | Saddia Cousin            | RN                       | RN                       | 1 520        | 3,51         |             |             |
|                          | Valentine Labourdette    | PA                       | ECO                      | 761          | 1,76         |             |             |
|                          | Nolwenn Le Gac           | PP                       | DIV                      | 510          | 1,18         |             |             |
|                          | Laurent Vinciguerra      | LO                       | DXG                      | 368          | 0,85         |             |             |
|                          | Dominique Edon-Guillot   | POID                     | DXG                      | 190          | 0,44         |             |             |
|                          | Marie-Thérèse Eychart    | PCF diss.                | DVG                      | 1            | 0,00         |             |             |
|                          |                          |                          |                          |              |              |             |             |
| Votes valides            | Votes valides            | Votes valides            | Votes valides            | 43 314       | 98,61        | 42 213      | 96,15       |
| Votes blancs             | Votes blancs             | Votes blancs             | Votes blancs             | 472          | 1,07         | 1 251       | 2,85        |
| Votes nuls               | Votes nuls               | Votes nuls               | Votes nuls               | 140          | 0,32         | 440         | 1,00        |
| Total                    | Total                    | Total                    | Total                    | 43 926       | 100          | 43 904      | 100         |
| Abstention               | Abstention               | Abstention               | Abstention               | 29 131       | 39,87        | 29 154      | 39,91       |
| Inscrits / participation | Inscrits / participation | Inscrits / participation | Inscrits / participation | 73 057       | 60,13        | 73 058      | 60,09       |

#### Douzième circonscription
Député sortant : Marie Silin (La République en marche), élue en 2017 en tant que suppléante d'Olivia Grégoire (La République en marche).
| Candidat                 | Candidat                       | Parti et coalition       | Nuance                   | Premier tour | Premier tour | Second tour | Second tour |
| Candidat                 | Candidat                       | Parti et coalition       | Nuance                   | Voix         | %            | Voix        | %           |
| ------------------------ | ------------------------------ | ------------------------ | ------------------------ | ------------ | ------------ | ----------- | ----------- |
|                          | Olivia Grégoire                | LREM (ENS)               | ENS                      | 17 380       | 39,51        | 26 908      | 68,51       |
|                          | Céline Malaisé                 | PCF (NUPES)              | NUP                      | 9 829        | 22,34        | 12 368      | 31,49       |
|                          | Jérôme Loriau                  | LR (UDC)                 | LR                       | 7 724        | 17,56        |             |             |
|                          | Benoît de Clinchamp-Bellegarde | REC                      | REC                      | 3 441        | 7,82         |             |             |
|                          | Chloé Bouley                   | UDI                      | UDI                      | 2 370        | 5,39         |             |             |
|                          | Agnès Pageard                  | RN                       | RN                       | 1 804        | 4,10         |             |             |
|                          | Jean-Luc Battini               | PA                       | ECO                      | 635          | 1,44         |             |             |
|                          | Sidonie Vierne                 | LP (UPF)                 | DSV                      | 464          | 1,05         |             |             |
|                          | Muriel Monchal                 | LO                       | DXG                      | 203          | 0,46         |             |             |
|                          | Annel Delinot                  | DEC (CRIC)               | DIV                      | 109          | 0,25         |             |             |
|                          | Michael Minev                  | SE                       | DIV                      | 30           | 0,07         |             |             |
|                          |                                |                          |                          |              |              |             |             |
| Votes valides            | Votes valides                  | Votes valides            | Votes valides            | 43 989       | 98,81        | 39 276      | 93,49       |
| Votes blancs             | Votes blancs                   | Votes blancs             | Votes blancs             | 396          | 0,89         | 2 079       | 4,95        |
| Votes nuls               | Votes nuls                     | Votes nuls               | Votes nuls               | 135          | 0,30         | 657         | 1,56        |
| Total                    | Total                          | Total                    | Total                    | 44 520       | 100          | 42 012      | 100         |
| Abstention               | Abstention                     | Abstention               | Abstention               | 31 301       | 41,28        | 33 804      | 44,59       |
| Inscrits / participation | Inscrits / participation       | Inscrits / participation | Inscrits / participation | 75 821       | 58,72        | 75 816      | 55,41       |

#### Treizième circonscription
Député sortant : Hugues Renson (La République en marche). Il annonce en février 2022 qu'il ne se représentera pas.
| Candidat                 | Candidat                  | Parti et coalition       | Nuance                   | Premier tour | Premier tour | Second tour | Second tour |
| Candidat                 | Candidat                  | Parti et coalition       | Nuance                   | Voix         | %            | Voix        | %           |
| ------------------------ | ------------------------- | ------------------------ | ------------------------ | ------------ | ------------ | ----------- | ----------- |
|                          | David Amiel               | LREM (ENS)               | ENS                      | 16 267       | 38,07        | 23 982      | 59,86       |
|                          | Aminata Niakaté           | EELV (NUPES)             | NUP                      | 13 053       | 30,55        | 16 081      | 40,14       |
|                          | Nicolas Jeanneté          | LC (UDC)                 | DVD                      | 5 990        | 14,02        |             |             |
|                          | Ornella Evangelista       | REC                      | REC                      | 3 031        | 7,09         |             |             |
|                          | Isabelle Bolvin           | RN                       | RN                       | 2 119        | 4,96         |             |             |
|                          | Muriel Fusi               | PA                       | ECO                      | 791          | 1,85         |             |             |
|                          | Dominique Bourse-Provence | LP (UPF)                 | DSV                      | 452          | 1,06         |             |             |
|                          | Mickaël Marinho           | RES                      | DVC                      | 368          | 0,86         |             |             |
|                          | Pierre Dargham            | PCF diss.                | DVG                      | 257          | 0,60         |             |             |
|                          | Corinne Roethlisberger    | LO                       | DXG                      | 202          | 0,47         |             |             |
|                          | Maïalen Mallet            | AE                       | DVG                      | 193          | 0,45         |             |             |
|                          | Nadia Trainar             | AC (ÉMP)                 | DVC                      | 4            | 0,01         |             |             |
|                          | Danièle Morel             | PCF diss.                | DVG                      | 0            | 0            |             |             |
|                          |                           |                          |                          |              |              |             |             |
| Votes valides            | Votes valides             | Votes valides            | Votes valides            | 42 727       | 98,51        | 40 063      | 94,61       |
| Votes blancs             | Votes blancs              | Votes blancs             | Votes blancs             | 494          | 1,14         | 1 720       | 4,06        |
| Votes nuls               | Votes nuls                | Votes nuls               | Votes nuls               | 153          | 0,35         | 563         | 1,33        |
| Total                    | Total                     | Total                    | Total                    | 43 374       | 100          | 42 346      | 100         |
| Abstention               | Abstention                | Abstention               | Abstention               | 34 821       | 44,53        | 35 842      | 45,84       |
| Inscrits / participation | Inscrits / participation  | Inscrits / participation | Inscrits / participation | 78 195       | 55,47        | 78 188      | 54,16       |

#### Quatorzième circonscription
Député sortant : Sandra Boëlle (Les Républicains), élue en 2017 tant que suppléante de Claude Goasgen (Les Républicains).
| Candidat                 | Candidat                 | Parti et coalition       | Nuance                   | Premier tour | Premier tour | Second tour | Second tour |
| Candidat                 | Candidat                 | Parti et coalition       | Nuance                   | Voix         | %            | Voix        | %           |
| ------------------------ | ------------------------ | ------------------------ | ------------------------ | ------------ | ------------ | ----------- | ----------- |
|                          | Benjamin Haddad          | LREM (ENS)               | ENS                      | 15 964       | 39,27        | 19 742      | 53,23       |
|                          | Francis Szpiner          | LR (UDC)                 | LR                       | 13 527       | 33,28        | 17 347      | 46,77       |
|                          | Julie Maury              | LFI (NUPES)              | NUP                      | 4 654        | 11,45        |             |             |
|                          | Sébastien Pilard         | REC                      | REC                      | 4 211        | 10,36        |             |             |
|                          | Anne de La Brélie        | RN                       | RN                       | 1 435        | 3,53         |             |             |
|                          | Serge Dordoigne          | PA                       | ECO                      | 530          | 1,30         |             |             |
|                          | Catherine Kratz          | RES                      | DVC                      | 183          | 0,45         |             |             |
|                          | Marie Bourdy             | LO                       | DXG                      | 144          | 0,35         |             |             |
|                          | Isabelle Mathurin,       | PCF diss.                | DVG                      | 0            | 0,00         |             |             |
|                          | Wendy Achour             | SE (FGR)                 | DVG                      | 0            | 0,00         |             |             |
|                          |                          |                          |                          |              |              |             |             |
| Votes valides            | Votes valides            | Votes valides            | Votes valides            | 40 648       | 99,06        | 37 089      | 96,12       |
| Votes blancs             | Votes blancs             | Votes blancs             | Votes blancs             | 273          | 0,67         | 1 206       | 3,12        |
| Votes nuls               | Votes nuls               | Votes nuls               | Votes nuls               | 113          | 0,28         | 290         | 0,75        |
| Total                    | Total                    | Total                    | Total                    | 41 034       | 100          | 38 585      | 100         |
| Abstention               | Abstention               | Abstention               | Abstention               | 35 022       | 46,05        | 37 486      | 49,28       |
| Inscrits / participation | Inscrits / participation | Inscrits / participation | Inscrits / participation | 76 056       | 53,95        | 76 071      | 50,72       |

#### Quinzième circonscription
Député sortant : siège vacant après l'annulation de l'élection de Lamia El Aaraje (Parti socialiste) par le Conseil constitutionnel le 28 janvier 2022.
| Candidat                 | Candidat                 | Parti et coalition       | Nuance                   | Premier tour | Premier tour | Second tour | Second tour |
| Candidat                 | Candidat                 | Parti et coalition       | Nuance                   | Voix         | %            | Voix        | %           |
| ------------------------ | ------------------------ | ------------------------ | ------------------------ | ------------ | ------------ | ----------- | ----------- |
|                          | Danielle Simonnet        | LFI (NUPES)              | NUP                      | 19 772       | 47,31        | 20 897      | 58,45       |
|                          | Lamia El Aaraje,         | PS                       | DVG                      | 7 469        | 17,87        | 14 857      | 41,55       |
|                          | Mohamad Gassama          | LREM (ENS)               | ENS                      | 6 616        | 15,83        |             |             |
|                          | François-Marie Didier    | LR (UDC)                 | LR                       | 2 517        | 6,02         |             |             |
|                          | Marie-Josée Boulaire     | RN                       | RN                       | 1 597        | 3,82         |             |             |
|                          | Philippe Houplain        | CNIP                     | REC                      | 1 387        | 3,32         |             |             |
|                          | Philippe Aragon,         | UDI - AC (ÉMP)           | DVC                      | 1 040        | 2,49         |             |             |
|                          | Apolline Tyburczy        | PA                       | ECO                      | 634          | 1,52         |             |             |
|                          | Sandrine Adobati         | PP                       | DIV                      | 274          | 0,66         |             |             |
|                          | Arnaud Charvillat        | LO                       | DXG                      | 266          | 0,64         |             |             |
|                          | Pauline Zeka Lema        | POID                     | DXG                      | 127          | 0,30         |             |             |
|                          | Thierry Nobin            | PRC                      | DXG                      | 72           | 0,17         |             |             |
|                          | Albertine Sylvestre      | FE                       | DIV                      | 25           | 0,06         |             |             |
|                          |                          |                          |                          |              |              |             |             |
| Votes valides            | Votes valides            | Votes valides            | Votes valides            | 41 796       | 98,76        | 35 754      | 94,32       |
| Votes blancs             | Votes blancs             | Votes blancs             | Votes blancs             | 376          | 0,89         | 1 643       | 4,33        |
| Votes nuls               | Votes nuls               | Votes nuls               | Votes nuls               | 149          | 0,35         | 510         | 1,35        |
| Total                    | Total                    | Total                    | Total                    | 42 321       | 100          | 37 907      | 100         |
| Abstention               | Abstention               | Abstention               | Abstention               | 36 781       | 46,50        | 41 201      | 52,08       |
| Inscrits / participation | Inscrits / participation | Inscrits / participation | Inscrits / participation | 79 102       | 53,50        | 79 108      | 47,92       |

#### Seizième circonscription
Député sortant : Mounir Mahjoubi (La République en marche)
|                          | Sarah Legrain            | LFI (NUPES)              | NUP                      | 20 829 | 56,51 |  |  |
|                          | Yanis Bacha              | LREM (ENS)               | ENS                      | 7 534  | 20,44 |  |  |
|                          | Marie Toubiana           | LR (UDC)                 | LR                       | 2 153  | 5,84  |  |  |
|                          | François Béchieau        | MDP (EAC)                | DVG                      | 2 142  | 5,81  |  |  |
|                          | Nathalie Monsauret       | RN                       | RN                       | 1 454  | 3,94  |  |  |
|                          | Caroline Desgrange       | REC                      | REC                      | 1 092  | 2,96  |  |  |
|                          | Sébastien Coupel         | PA                       | ECO                      | 576    | 1,56  |  |  |
|                          | Nordine El-Marbati       | LO                       | DXG                      | 302    | 0,82  |  |  |
|                          | Laurent Fournier         | AC (ÉMP)                 | DVC                      | 290    | 0,79  |  |  |
|                          | Hakima Khelfa            | DEC (CRIC)               | DIV                      | 206    | 0,56  |  |  |
|                          | Ivan Marchika            | POID                     | DXG                      | 186    | 0,50  |  |  |
|                          | Jihane Arous             | UDMF                     | DIV                      | 95     | 0,26  |  |  |
|                          |                          |                          |                          |        |       |  |  |
| Votes valides            | Votes valides            | Votes valides            | Votes valides            | 36 859 | 98,53 |  |  |
| Votes blancs             | Votes blancs             | Votes blancs             | Votes blancs             | 396    | 1,06  |  |  |
| Votes nuls               | Votes nuls               | Votes nuls               | Votes nuls               | 153    | 0,41  |  |  |
| Total                    | Total                    | Total                    | Total                    | 37 408 | 100   |  |  |
| Abstention               | Abstention               | Abstention               | Abstention               | 37 718 | 50,21 |  |  |
| Inscrits / participation | Inscrits / participation | Inscrits / participation | Inscrits / participation | 75 126 | 49,79 |  |  |

Sarah Legrain de La France insoumise est élue dès le premier tour, en recueillant la majorité absolue des suffrages exprimés et les voix de plus de 25% (27,73%) des électeurs inscrits.

#### Dix-septième circonscription
Député sortant : Danièle Obono (La France insoumise)
|                          | Danièle Obono            | LFI (NUPES)              | NUP                      | 16 162 | 57,07 |  |  |
|                          | Kolia Bénié              | LREM (ENS)               | ENS                      | 5 638  | 19,91 |  |  |
|                          | Marianna Técher          | RN                       | RN                       | 1 241  | 4,38  |  |  |
|                          | Angélique Michel         | LR (UDC)                 | LR                       | 1 111  | 3,92  |  |  |
|                          | Marie Falicon            | REC                      | REC                      | 1 076  | 3,80  |  |  |
|                          | Mams Yaffa               | EELV diss.               | ECO                      | 1 010  | 3,57  |  |  |
|                          | Béatrice Faillès         | PRG                      | RDG                      | 771    | 2,72  |  |  |
|                          | Pierre Sigler            | PA                       | ECO                      | 335    | 1,18  |  |  |
|                          | Abdellah Aksas           | LO                       | DXG                      | 265    | 0,94  |  |  |
|                          | Clément Fiquet           | PP                       | DIV                      | 248    | 0,88  |  |  |
|                          | Annie Clément            | AC (ÉMP)                 | DVD                      | 186    | 0,66  |  |  |
|                          | Fatah Bachir             | UDMF                     | DIV                      | 177    | 0,63  |  |  |
|                          | Youcef Hadbi             | SE (LRDP)                | DIV                      | 100    | 0,35  |  |  |
|                          | Siwar Larguech           | LRDG (FGR)               | DVG                      | 0      | 0,00  |  |  |
|                          |                          |                          |                          |        |       |  |  |
| Votes valides            | Votes valides            | Votes valides            | Votes valides            | 28 320 | 98,22 |  |  |
| Votes blancs             | Votes blancs             | Votes blancs             | Votes blancs             | 352    | 1,22  |  |  |
| Votes nuls               | Votes nuls               | Votes nuls               | Votes nuls               | 160    | 0,55  |  |  |
| Total                    | Total                    | Total                    | Total                    | 28 832 | 100   |  |  |
| Abstention               | Abstention               | Abstention               | Abstention               | 33 298 | 53,59 |  |  |
| Inscrits / participation | Inscrits / participation | Inscrits / participation | Inscrits / participation | 62 130 | 46,41 |  |  |

Danièle Obono de La France insoumise est réélue dès le premier tour, en recueillant la majorité absolue des suffrages exprimés et les voix de plus de 25% (26,01%) des électeurs inscrits.

#### Dix-huitième circonscription
Député sortant : Pierre-Yves Bournazel (Horizons)
| Candidat                 | Candidat                  | Parti et coalition       | Nuance                   | Premier tour | Premier tour | Second tour | Second tour |
| Candidat                 | Candidat                  | Parti et coalition       | Nuance                   | Voix         | %            | Voix        | %           |
| ------------------------ | ------------------------- | ------------------------ | ------------------------ | ------------ | ------------ | ----------- | ----------- |
|                          | Aymeric Caron             | REV (NUPES)              | NUP                      | 17 632       | 45,05        | 19 914      | 51,65       |
|                          | Pierre-Yves Bournazel     | H (ENS)                  | ENS                      | 13 922       | 35,57        | 18 645      | 48,35       |
|                          | Nicolas Ravailhe          | GRS (FGR)                | DVG                      | 1 553        | 3,97         |             |             |
|                          | Rudolph Granier           | LR (UDC)                 | LR                       | 1 398        | 3,57         |             |             |
|                          | Julia Carrasco            | RN                       | RN                       | 1 318        | 3,37         |             |             |
|                          | Axelle Le Gal de Kerangal | REC                      | REC                      | 1 248        | 3,19         |             |             |
|                          | Laurent Boula             | EAC                      | DVD                      | 870          | 2,22         |             |             |
|                          | Johannes Leininger        | Volt                     | DIV                      | 527          | 1,35         |             |             |
|                          | Annie Boubault            | LO                       | DXG                      | 273          | 0,70         |             |             |
|                          | Victor Le                 | MC                       | DIV                      | 154          | 0,39         |             |             |
|                          | Marc El Yasni,            | UCPL (CRIC)              | DIV                      | 125          | 0,32         |             |             |
|                          | Philippe Cambourakis      | SE                       | DIV                      | 117          | 0,30         |             |             |
|                          |                           |                          |                          |              |              |             |             |
| Votes valides            | Votes valides             | Votes valides            | Votes valides            | 39 137       | 98,36        | 38 559      | 96,65       |
| Votes blancs             | Votes blancs              | Votes blancs             | Votes blancs             | 502          | 1,26         | 977         | 2,45        |
| Votes nuls               | Votes nuls                | Votes nuls               | Votes nuls               | 151          | 0,38         | 358         | 0,90        |
| Total                    | Total                     | Total                    | Total                    | 39 790       | 100          | 39 894      | 100         |
| Abstention               | Abstention                | Abstention               | Abstention               | 30 892       | 43,71        | 30 795      | 43,56       |
| Inscrits / participation | Inscrits / participation  | Inscrits / participation | Inscrits / participation | 70 682       | 56,29        | 70 689      | 56,44       |